# Imagina (certamen)
IMAGINA o imagina es una muestra anual de animación por ordenador que tiene lugar en Montecarlo, Mónaco. Fue creado por el francés Institut national de l'audiovisuel (INA). El primer certamen tuvo lugar en 1981, pero hasta la edición de 1986 no adoptó el nombre actual. Un evento similar es el dedicado a la infografía en el SIGGRAPH. En el año 2000, el INA cedió la organización del evento a la compañía MonacoMediax, que lo orientó hacia el mercado profesional.